# Electro swing
Sous-genres
Swing house
L'electro swing est un sous-genre de la house qui est dérivé du swing et du jazz manouche. Il mélange des sonorités des années 1920 à 1940 avec différents styles de musiques électroniques. Le genre est notamment représenté par des artistes comme Bart&Baker, Caravan Palace et Parov Stelar,.

## Histoire

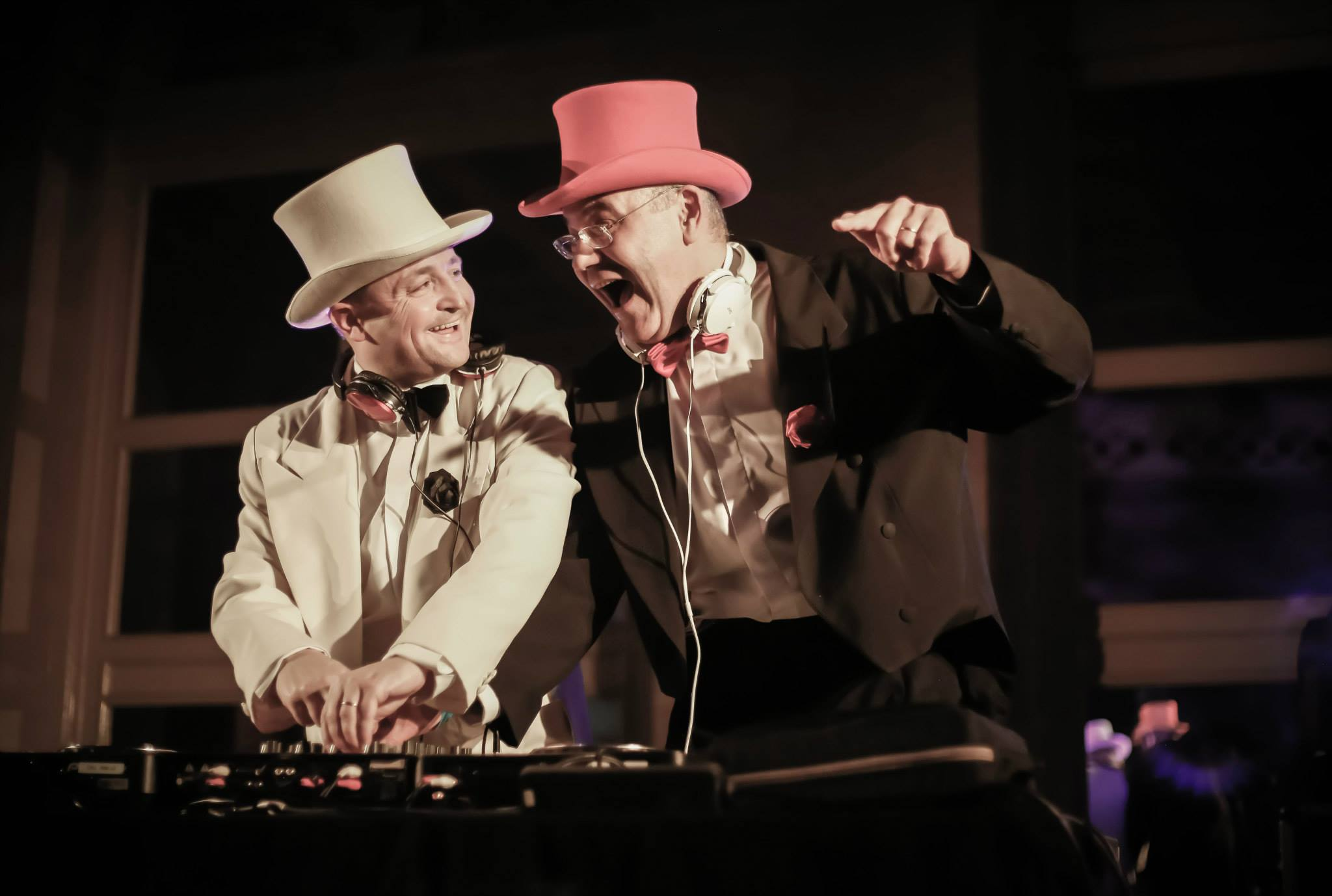
Bart&Baker.

Lucas with the Lid Off (1994) du rappeur danois Lucas est considéré comme l'un des tout premiers titres d'electro swing. Le genre gagne en popularité en 2008 avec la parution du premier album éponyme de Caravan Palace. Vendu à 150 000 exemplaires, il se classe à la 11e place du hit-parade français et reste 68 semaines consécutives dans le classement. L'electro swing connaît un pic de popularité en 2010. Why Don't You de Gramophonedzie, qui échantillonne une chanson de Peggy Lee, est classée 12e au Royaume-Uni, tandis que We No Speak Americano de Yolanda Be Cool est classé no 1 dans plusieurs pays et devient l'un des plus gros tubes de l'été 2010 L'electro swing rencontre surtout le succès en Europe, notamment en Allemagne, en Autriche, en France et en Suisse.
Des éléments d'electro swing se retrouvent dans des chansons comme Emergency (2015) d'Icona Pop.